# Eddie Harris
Eddie Harris, född 20 oktober 1934 i Chicago, Illinois, död 5 november 1996 i Los Angeles, Kalifornien, var en amerikansk jazzmusiker. Han var mest känd som tenorsaxofonist men spelade även piano. Hans mest kända komposition är "Freedom Jazz Dance", som Miles Davis gjorde berömd på 1960-talet.